# Jesse James at Bay
Pour plus de détails, voir Fiche technique et Distribution.
Jesse James at Bay est un western américain réalisé par Joseph Kane sorti en 1941. Il se veut présenter une légende concernant Jesse James entretenue par les vieux Missouriens.

## Synopsis
L'homme d'affaires Phineas Krager arnaque les paysans en leur offrant des terres puis en les obligeant à les racheter à un prix exorbitant. Jesse James défend les fermiers en volant à Krager son propre argent afin de payer les sommes qu'il réclame. Dès lors, sa tête est mise à prix. Bien qu'étant un vieil ami de Jesse et des paysans, le shérif Gabby Whitaker est obligé de l'arrêter lorsqu'un habitant le reconnait en plein milieu de la ville.
Mais il s'avère que l'homme emprisonné par Gabby n'est pas Jesse James mais bien un sosie nommé Clint Burns, un joueur de cartes. Lorsque celui-ci est relâché, il est approché par Krager. Le magnat l'engage avec l'idée de semer la zizanie chez les fermiers en profitant de sa ressemblance avec Jesse James. Burns est chargé d'incendier les fermes de la région en faisant porter le chapeau à James. Alors qu'il met en feu la maison du shérif Whitaker, deux journalistes venues de Saint-Louis pour couvrir un reportage sur Jesse James, Polly Morgan et Jane Fillmore, se rendent compte de la supercherie et se mettent à défendre Jesse.
Burns tente ensuite de tuer James mais c'est ce dernier qui s'en sort. Alors que Burns est mort, James inverse le scénario et se fait passer pour son sosie. Il approche ainsi Krager et démasque Paul Sloan, un magistrat respecté qui est impliqué dans la combine. Mais Jesse est vite démasqué à son tour par les bandits et le duel final s'impose.

## Fiche technique
- Titre : Jesse James at Bay
- Réalisateur : Joseph Kane
- Producteur associé : Joseph Kane
- Scripte : James R. Webb
- Histoire originale : Harrison Jacobs
- Directeur de production : Al Wilson
- Directeur de la photographie : William Nobles
- Montage : Tony Martinelli
- Musique : Cy Feuer
- Société de production : Republic Pictures
- Format : Noir et blanc - 1.37:1 - 35 mm - Mono
- Pays de production :  États-Unis
- Langue : anglais
- Genre : Western
- Durée : 56 minutes
- Date de sortie : 17 octobre 1941

## Distribution
- Roy Rogers : Jesse James et Clint Burns
- George "Gabby" Hayes : le shérif Gabby Whitaker
- Sally Payne : Polly Morgan
- Pierre Watkin : Phineas Krager
- Ivan Miller : le juge Rutherford
- Hal Taliaferro : Paul Sloan
- Gale Storm : Jane Fillmore
- Roy Barcroft : le bandit Vern Stone
- Jack Kirk : le bandit Rufe Balder